# ベットマーアルプ
ベットマーアルプ（ドイツ語: Bettmeralp）とは、スイスヴァレー州アレッチ地方にある山岳リゾートで、行政上はラロン地区の基礎自治体、ベッテンに属する。

## 概要

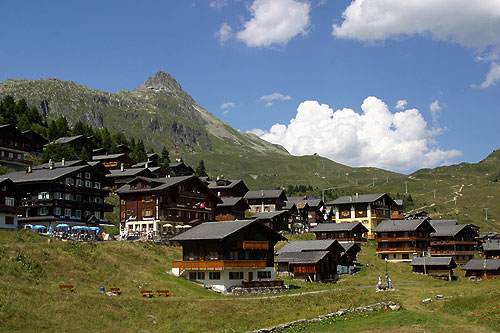
ベットマーアルプと背後のベットマーホルン

ローヌ谷北側の断崖の上に広がるテラス状の台地に位置し、隣りの村、リーダーアルプやフィーシャーアルプの集落とともに、アレッチ地区と呼ばれている。東西に広がるアレッチ地区の標高は約2000ｍで、ベットマーアルプは1935ｍである。村からローヌ谷を挟んでミシャベル山群やマッターホルンなど、ヴァレー州の山々の眺望を得ることができる。
ローヌ谷の麓の駅はベッテン駅（Betten）で、マッターホルン・ゴッタルド鉄道が走っている。ベットマーアルプへは、ベッテンから大型ロープウェイで上がる。なお、アレッチ地区はガソリン車の乗り入れが禁止されているため、麓駅からのバスの運行は無い。
ベットマーアルプからさらにゴンドラなどの山岳交通機関を利用して展望地点まで上がると、スイスアルプス最長・最大のアレッチ氷河の景観が広がる。アレッチ氷河と周辺地域は、「スイス・アルプス　ユングフラウ-アレッチ」の名称で、世界自然遺産に登録されている。また、ベットマーアルプ付近のアレッチヴァルト（アレッチの森）は、珍しい動植物が生息している自然保護指定地区となっている。